# Административное деление Комор
Коморы фактически включают 3 автономных региона (автономные острова), соответствующие крупнейшим островам. В их состав входит 16 префектур.
| Автономный регион | прежнее название | Административный центр | Площадь, км²  | Население, чел. (2016) | Плотность, чел./км² | Число префектур |
| ----------------- | ---------------- | ---------------------- | ------------- | ---------------------- | ------------------- | --- |
| Нгазиджа          | Гранд-Комор      | Морони                 | 1148          | 410 736                | 348,4               | 8 (Морони-Бамбао, Амбу, Западный Мбаджини, Восточный Мбаджини, Оичили-Димани, Амахамет-Мбоинку, Мицамиули-Мбуде, Ицандра-Аманву) |
| Ндзуани           | Анжуан           | Муцамуду               | 424           | 341 539                | 784,1               | 5 (Муцамуду, Уани, Домони, Мремани, Сима)                                                                                        |
| Мвали             | Мохели           | Фомбони                | 290           | 53 878                 | 180,6               | 3 (Фомбони, Ниумашуа, Джандо) |
| Маоре             | Майотта          | Дзаудзи                | 376           | (246 496)              | (655,6)             | |
| Всего             |                  |                        | 1 862 (2 235) | 806 153 (1 053 000)    | 433,0 (471,0)       | 16 (...) |

Коморы предъявляют претензии на остров Майотта, являющийся заморской территорией Франции по законам последней. Согласно действующей Конституции Комор, принятой на референдуме в 2001 году, Союз Коморских Островов состоит из 4-х автономных островов, включая остров Маоре (Майотта).